# Dagmar Inštitorisová
Dagmar Inštitorisová (* 31. května 1961 Martin, Československo) je slovenská divadelní historička a teoretička, teoretička umění a spisovatelka.

## Životopis
Absolvovala vysokoškolské studium na katedře estetiky a věd o umění v oboru teorie kultury na Filozofické fakultě Univerzity Komenského v Bratislavě (1979–1983), které ukončila diplomovou prací na téma Kategorie grotesknosti a absurdna v dramatické tvorbě 20. století a obdržela titul PhDr. V letech 1994–2014 pracovala jako vědeckovýzkumná a pedagogická pracovnice pro teorii a dějiny divadelního umění se zaměřením na teorii a dějiny interpretace divadelního díla, sémiotiku divadla, současné slovenské divadlo a divadelní kritiku v Ústavu literární a umělecké komunikace na Filozofické fakultě Univerzity Konstantina Filozofa v Nitře. Od roku 2013 působila na Fakultě masmédií Panevropské vysoké školy v Bratislavě jako vedoucí Ústavu designu médií. V letech 2016–2017 působila na Akademii médií v Bratislavě. V současnosti působí na Katedře žurnalistiky a nových médií na Filozofické fakultě Univerzity Konstantina Filozofa v Nitře.
V roce 1999 ukončila doktorandské studium v Kabinetě divadla a filmu Slovenské akademie věd a na Vysoké škole múzických umění v Bratislavě sémanticky a sémioticky zaměřenou prací s názvem O výrazové variabilitě divadelního díla.
V roce 2003 se habilitovala na Filozofické fakultě Univerzity Konstantina Filozofa v Nitře prací s názvem K problematike výkladu divadelního díla a přednáškou na téma O divadelnej konvencii. V roce 2008 se inaugurovala na Filozofické fakultě Univerzity Konstantina Filozofa v Nitře přednáškou s názvem O hranici interpretácie divadelního díla, následně v roce 2009 byla prezidentem Slovenské republiky jmenována profesorkou estetiky. V roce 2024 jí byl udělen titul doktor věd o umění DrSc.

## Dílo

### Monografie
- 2001, 2013 – O výrazovej variabilite divadelného diela. Nitra: Univerzita Konštantína Filozofa, 2001. 260 s. ISBN 80-8050-406-7. / 2. vyd., 2013. 288 s. ISBN 978-80-558-0519-1.
- 2007 – Čítanie v mysli dramatika (Karola Horáka) (+ príloha DVD). Bratislava: Tatran 2007. 200 s. ISBN 978-80-222-0539-9.
- 2010 – Interpretácia divadelného diela. Nitra: Univerzita Konštantína Filozofa, 2010. 224 s. ISBN 978-80-8094-432-2.
- 2018 – Labirynty Karola Horáka – twórcy teatralnego i literata. Kraków : Towarzystwo Słowaków w Polsce, 2018. 144 s. ISBN 978-83-8111-037-2.
- 2019 – Milan Rastislav Štefánik v dramatickej tvorbe na Slovensku a v Čechách. Bratislava : Culture positive, s.r.o., Brno : Stimul Group, s.r.o., 2019. 160 s. ISBN 978-80-907470-0-5.
- 2019 – Jozef Ciller. Čítanie v mysli scénografa (+ príloha DVD). Bratislava : Culture positive, s.r.o. v spolupráci s VŠMU Bratislava, 2019. 304 s. ISBN 978-80-971430-6-0.
- 2020 – Iný dramatik Rudolf Sloboda. Báčsky Petrovec : Slovenské vydavateľské centrum v spolupráci s V//art, o.z. Bratislava, 2020. 112 s. ISBN 978-86-7103-549-1.
- 2022 – Čítanie v mysli režiséra (Romana Poláka) (+ príloha DVD). Bratislava : V//art, o. z. v spolupráci s VŠMU, 2022. 416 s. ISBN 978-80-974122-0-3.

### Spoluautorka kolektivních monografií
- 2006 – Inštitorisová, Dagmar – Oravec, Peter – Ballay, Miroslav: Tváre súčasného slovenského divadla. Nitra: Univerzita Konštantína Filozofa, 2006. 342 s. ISBN 80-8094-012-6.
- 2008, 2011 – Plesník, Ľubomír a kol.: Tezaurus estetických výrazových kvalít. Nitra: Univerzita Konštantína Filozofa, 2008. 474 s. ISBN 978-80-8094-350-9. / 2. rozš. vyd. 2011. 486 s. ISBN 978-80-8094-924-2.
- 2020 – Predmerský, Vladimír a kol.: Dejiny slovenskej dramatiky bábkového divadla. Bratislava : Divadelný ústav, 2020. 854 s. ISBN 978-80-8190-061-7.

### Odborné publikace
- 2013 – Divadelná kritika. 1. vyd. Nitra: Univerzita Konštantína Filozofa, 2013. 145 s. ISBN 978-80-558-0522-1.
- 2013 – O projekte Vzdelávanie divadlom. 1. vyd. Nitra: Univerzita Konštantína Filozofa, 2013. 368 s. [DVD č. 1, DVD č. 2.] ISBN 978-80-558-0495-8.
- 2013 – Kriticky o divadle. 1. vyd. Nitra: UKF, 2013. 744 s. ISBN 978-80-558-0498-9.
- 2016 – Inštitorisová, Dagmar – Škripková, Iveta – Zaťková, Dominika: Bábkarská Bystrica, festival všetkých veľkostí. Banská Bystrica : Bábkové divadlo na Ráscestí, Bratislava : Divadelný ústav, 2016. 256 s. ISBN 978-80-972429-7-8.
- 2018 – Inštitorisová, Dagmar – Škripková, Iveta – Zaťková, Dominika: Bábky na česko-slovenskej medzi. 1918 – 2018. Banská Bystrica : Bábkové divadlo na Rázcestí, 2018. 256 s. ISBN 978-80-570-0275-8.
- 2018 – Eseje o bábkovom divadle. Brno : Stimul group, s. r. o., 2018. 31 s. ISBN 978-80-270-4795-6.

### Skripta a učební texty
- 2013 – K poetike súčasného divadla (heuristika). [11 x DVD] Nitra: Univerzita Konštantína Filozofa 2013.
- 2023 – Výrazová variabilita verejného priestoru v art marketingovej praxi. Bratislava : Európska Akadémia Manažmentu, Marketingu a Médií, 2023

### Editorka a spoluautorka (sborníky)
- 2003, 2012 – Inštitorisová, Dagmar a kol.: Interpretačné sondy do súčasného slovenského divadla (+ príloha DVD). Nitra : Univerzita Konštantína Filozofa, 2003. 198 s. ISBN 80-8050-665-5, / 2. rozš. vyd. pod názvom August Strindberg Hra snov (Interpretačné sondy do slovenského divadla) (+ príloha DVD) 181 s. ISBN 978-80-8094-923-5.
- 2005 – Inštitorisová, Dagmar (edit.): Interpretácia divadelného diela (prolegomena). Sborník studentských prací, multimediální CD.  Nitra : Univerzita Konštantína Filozofa, 2005. 292 s. ISBN 80-8050-808-9.
- 2006 – Inštitorisová, Dagmar a kol.: Peter Scherhaufer - Učiteľ „šašků“. Bratislava : Eleonóra Nosterská – NM Code v spolupráci s Asociáciou Corpus 2006. 392 s. ISBN 80-969195-1-2.
- 2009, 2013 – Inštitorisová, Dagmar a kol.: Divadlo – interaktivita, inscenovanosť, diskurz (+ príloha DVD). Nitra: Univerzita Konštantína Filozofa, 2009. 506 s. ISBN 978-80-8094-434-6, / 2. vyd. 508 s. ISBN 978-80-8094-434-6.
- 2010 – Inštitorisová, Dagmar – Madudová, Alžbeta a kol.: Sága gagov kremnických - kniha o humore, čo má svoju váhu (+ príloha DVD). Banská Bystrica: G. A. G. – umelecká agentúra, spol. s r. o., 2010. 462 s. ISBN 978-80-85657-29-6.
- 2013 – Inštitorisová, Dagmar a kol.: Vzdelávanie divadlom.  Nitra: Univerzita Konštantína Filozofa, 2013. 420 s. ISBN 978-80-558-0499-6.
- 2013 – Inštitorisová, Dagmar a kol.: Antigona - nedokončená „tetralógia" (+ príloha DVD). Nitra : Univerzita Konštantína Filozofa 2013. 352 s. ISBN 978-80-558-0520-7.
- 2016 – Inštitorisová, Dagmar, Bokníková, Andrea a další: Čítanie v mysli bábkara a básnika (Jozefa Mokoša) (+ príloha DVD).  Bratislava : Slovenské centrum UNIMA v spolupráci s VŠMU Bratislava. 424 s. ISBN 978-80-972485-8-1.
- 2018 – Evjáková, Daniela a Hyža, Ján: Dramatická edukácia na Slovensku. Zborník príspevkov o východiskách dramatickej edukácie na Slovensku. (Vedecká redaktorka, záver). Senica : Iniciatíva EDUdrama, 2018. 160 s. ISBN 978-80-971188-1-5.

### Literární tvorba
- 2003 – Dadkino putovanie alebo Dadka v ríši Kráľovnej všetkých rozprávok
- 2017 – O slimáčikovi Filipkovi, trpaslíčkovi Imriškovi a neposednom Dienku
- 2017 – Kde bolo, tam bolo. (Maľovánky pre deti, slovensko-anglické)
- 2024 – Chobotnička Emka. Bratislava : Asociácia Corpus

### Rozhlasová tvorba
- 2002 – Rozprávky z krajiny víl I. Cyklus pěti rozhlasových večerníčků pro Slovenský rozhlas v Bratislavě
- 2009 – Peter Scherhaufer: Tank valiaci sa českým a slovenským divadlom. Fíčer pro Slovenský rozhlas v Banské Bystrici, rozhlasové pásmo
- 2010 – Rozprávky z krajiny víl II. Cyklus pěti rozhlasových večerníčků pro Slovenský rozhlas Regina v Banské Bystrici
- 2023 – Eseje o bábkovom divadle, 4. diely, RTVS, Rádio Devín Bratislava

### Projekty (zodpovědná řešitelka)
- 2003 – 3/1157/03 Interpretácia divadelného diela A. Strinberg: Hra snov
- 2006 – 2008 VEGA 1/3730/06 Divadlo – interaktivita, inscenovanosť, diskurz
- 2008 – MK SR – Divadlo – interaktivita, inscenovanosť, diskurz
- 2007 – 2008 KEGA 3/5013/07 Interpretácia divadelného diela
- 2009 – Projekt MK SR – 5601/2009/4.1.5 Interpretácia divadelného diela
- 2010 – 2014 – program Vzdělávání, prioritní os 1 Reforma systému vzdělávání a odborné přípravy, opatření 1.2. Vysoké školy a výzkum a vývoj jako motory rozvoje vědomostní společnosti Agentúry MŠ SR pro strukturální fondy, projekt: Vzdelávanie divadlom
- 2016 – Fond na podporu umenia, Čítanie v mysli bábkara a básnika (Jozefa Mokoša)
- 2016 – Fond na podporu umenia, Karol Horák – dramatik, divadelník, pedagóg (pracovní název)
- 2017, 2018 – 2019 – Fond na podporu umenia, Čítanie v mysli scénografa (Jozefa Cillera)
- 2017 – SLOLIA, Literárne informačné centrum, Labyrinty divadelníka a literáta Karola Horáka/Labirynty teatrologa i literata Karola Horáka
- 2017 – Fond na podporu umenia, Komentované autorské čítanie členov Klubu nezávislých spisovateľov
- 2017 – Fond na podporu umenia, Prezentácia členov Klubu nezávislých spisovateľov a ich tvorby v zahraničí
- 2018 – Fond na podporu umenia, Komentované autorské čítanie členov Klubu nezávislých spisovateľov
- 2018 – 2019 – Fond na podporu umenia, Milan Rastislav Štefánik v dramatickej tvorbe na Slovensku a v Čechách
- 2019 – Fond na podporu umenia, Čítanie v mysli režiséra (Romana Poláka)
- 2020 – Literárny fond, Dramatik Rudolf Sloboda
- 2021 – 2022 – Fond na podporu umenia, Čítanie v mysli režiséra (Romana Poláka)
- 2024 – 2025 – Fond na podporu umenia, Divadlo jedného herca (aj v Divadle Husa na provázku v Brne)

### Jiné projekty
- od 2018 – Slovník divadelních kritiků a publicistů, Divadelný ústav, Bratislava, externá řešitelka projektu: https://kritici.theatre.sk/
- 2019 – Archiv divadelní minulosti, Divadelný ústav, Bratislava, externá řešitelka projektu: https://zlatakolekcia.theatre.sk/informacie/
- 2023 – Pedagogická fakulta, Filozofická fakulta Univerzita Mateja Bela Banská Bystrica, Bábkové divadlo na Rázcestí Banská Bystrica, pilotní projekt Divadelní gramotnost, lektorka
- od 2023 – Univerzita Mateja Bela Banská Bystrica, akreditovaný vzdělávací program č. AKPSM/0113/2023/1/010 Ateliér objav(me) divadlom(m)!, lektorka

### Ocenění
- 1999 – Prémie Literárního fondu za studii Interpretácia divadelného predstavení
- 2001 – Prémie Literárního fondu za vědeckou a odbornou literaturu v kategorii společenských věd za vědeckou monografii O výrazovej variabilite divadelného diela
- 2009 – Prémie Literárního fondu v oblasti rozhlasu pre Jána Zaťku za dramaturgii fíčra D. Inštitorisovej Tank valiaci sa českým a slovenským divadlom
- 2020 – Prémie Literárního fondu za vědeckou a odbornou literaturu v kategorii společenských věd za vědeckou monografii Jozef Ciller. Čítanie v mysli scénografa
- 2020 – Prémie Literárního fondu v kategorii literární věda za publikaci Vladimír Predmerský a kol.: Dejiny slovenskej dramatiky bábkového divadla (autorka studií Jozef Mokoš, Iveta Škripková)
- 2022 – Prémie Literárního fondu v Sekci pro tvořivou činnost v oblasti rozhlasu, divadla a zábavného umění za vědeckou monografii Čítanie v mysli režiséra (Romana Poláka)
- 2023 – Pražské Quadriennale scénografie a divadelního prostoru, Jozef Ciller. Čítanie v mysli scénografa – long list – Cena za nejlepší publikaci